# Малобабич, Раде
Раде Малобабич (серб. Раде Малобабић; 1884, Вргинмост — 13 июня 1917, Салоники) — сербский военный, знаменосец сербской армии и член организации «Единство или смерть»; казнён по приговору Салоникского процесса по обвинению в покушении на наследника сербского престола Александра Карагеоргиевича.

## Биография
В молодости Малобабич активно поддерживал Народную оборону и вскоре стал её членом. В Загребе в 1909 году был осуждён австро-венгерскими властями за антигосударственную деятельность, отбывал наказание в тюрьме до 1912 года. После бегства из тюрьмы начал работать на сербскую разведку и связался с полковником генерального штаба Драгутином Димитриевичем. По его распоряжению прибыл в Белград в октябре 1913 года, получил задание создать сербскую разведывательную сеть на территории Австро-Венгрии. Направлялся в Сараево, Пешт и Загреб.
Малобабич является одним из организатором Сараевского убийства и сооснователем организации «Единство или смерть» — прикрытием для «Чёрной руки».
В годы Первой мировой войны был арестован сербскими властями в Белграде и отправлен в тюрьму в Ниш, однако в 1915 году после начала наступления болгарских войск был выпущен из тюрьмы и вступил в сербскую армию. Он отправился в Куршумлию, где снова связался с полковником Димитриевичем. После краткого пребывания в Косанице перебрался в Призрен и, внедрившись в ряды тяжелораненых, отправился с сербскими солдатами в Албанию, откуда выбрался на остров Корфу.
В Салониках Раде был арестован со всеми членами организации и на Салоникском процессе был признан виновным в покушении на регента Александра (он якобы стрелял в него из пистолета). 13 июня 1917 Малобабич был расстрелян с Драгутином Димитриевичем и Любомиром Вуловичем.
В 1953 году суд коммунистической Югославии в Белграде полностью реабилитировал всех, кто был осуждён на Салоникском процессе.